# Alice Solves the Puzzle
Série Alice Comedies
Alice Gets Stung
(1925) Alice's Egg Plant
(1925)
Pour plus de détails, voir Fiche technique et Distribution.
Alice Solves the Puzzle est un court métrage d'animation américain muet de la série Alice Comedies sorti en 1925.

## Synopsis
Alice essaye de finir des mots croisés sur la plage lorsqu'elle rencontre Julius. Un féroce cruciverbiste, Black Pete, tente de s'emparer de la grille, une pièce rare manquant à sa collection.

## Fiche technique
- Titre original : Alice Solves the Puzzle
- Série : Alice Comedies
- Réalisation : Walt Disney
- Animation : Ub Iwerks, Rollin Hamilton, Thurston Harper
- Encrage et peinture : Lillian Bounds, Kathleen Dollard
- Photographie : Mike Marcus
- Montage  : Georges Winkler
- Production :  Walt Disney ; Margaret J. Winkler (copyright)
- Société de production : Disney Brothers Studios
- Société de distribution : Margaret J. Winkler (1925)
- Pays :  États-Unis
- Format d'image : noir et blanc - 35 mm - 1,37:1 - muet
- Genre : animation et prises de vues réelles
- Durée : 6 min 47
- Dates de sortie : 
  - Version muette : 24 mars 1925, première au Rivoli Theater de New york en première partie de Sackcloth and Scarlet ;  12 juillet 1925[1] (sortie nationale) ;
  - Version sonorisée : 15 avril 1930

Source : Walt in Wonderland

## Distribution
- Margie Gay : Alice

## Commentaires

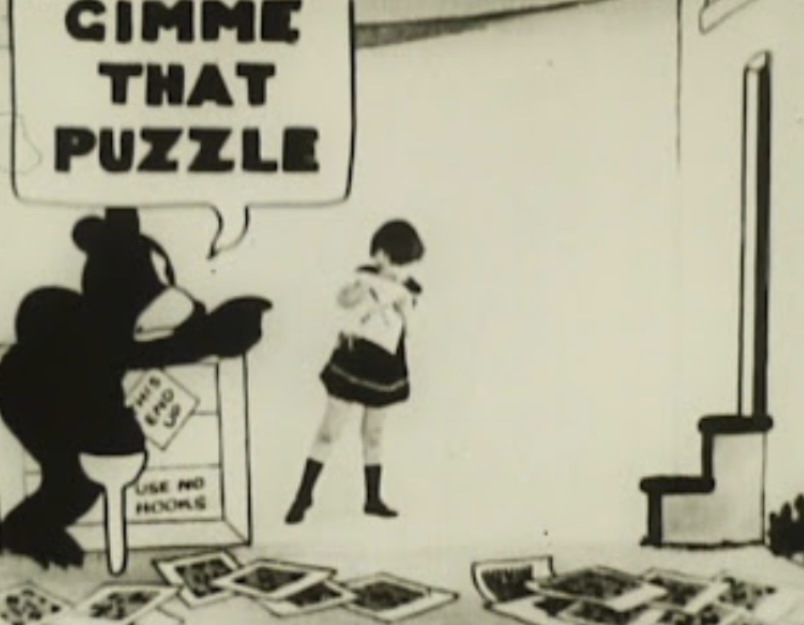
Alice et Pete.

Produit en février 1925, le film a été livré le 27 février 1925. 
Le film marque la première apparition de Margie Gay dans le rôle d'Alice et celle du personnage de Pat Hibulaire, alors nommé Wedleg Pete puis Black Pete dans les dessins animés suivants.
La scène montrant Pat produisant de l'alcool de contrebande et celle de Julius saoul ont été coupées lors de la ressortie du film en 1930.
Pour une raison indéterminée, ce film est le premier à avoir été déposé auprès du service des droits d'auteurs et ce, par Margaret J. Winkler.